# 夏空彼方
《夏空彼方》是YUZUSOFT於2008年5月23日發售的戀愛冒險類型成人遊戲。YUZUSOFT的第三部作品。主要女角色數為三個人。

## 故事背景
《夏空彼方》的故事舞台是被稱為「塔弦島」的島嶼。塔弦島是日本唯一的常夏之島，一年到頭都很熱。主角少年來到此島而遭遇不可思議的事件，其後知道被隱藏於島裡的重大的秘密。
※塔弦島是以與那國島（沖繩縣琉球群島）為原型的虛構島嶼。

## 登場人物

### 主要角色
朝倉壯太
這個故事的男主角。住在東京的普通學生。每年寒假時來到塔弦島而在姑母經營的旅店打工。
上坂茅羽耶（配音：夏野冰）
在咖啡店裡和壯太認識的少女。由於過去發生的溺水事故患記憶障礙（順行性遺忘症），只能維持三天的記憶。
三好由比子（配音：成瀨未亞）
壯太的表妹，塔弦島的居民。和壯太同歲，可是身材短小。
七條沙沙羅
在賽會和壯太遇見的少女。塔弦神社主人的獨生女。無知，不諳世事，有天然呆的傾向。

### 其他配角
三好雙葉
由比子的妹妹。比由比子身材高。
三好美帆（配音：白井綾乃）
由比子和雙葉的母親，壯太的姑母。民宿的主人。（Chura）是沖繩方言（琉球語），意「美麗的」。
仁木夕張（配音：小林智子）
逗留在塔弦島的女人。旅遊雜誌的記者。
六角五郎（配音：Healthy太郎）
住在塔弦島的少年，壯太和由比子的青梅竹馬。
足利貞道（配音：子太明）
逗留在塔弦島的男人。打撈船公司職員。
七條克己
沙沙羅的父親，塔弦神社的神官。對沙沙羅很冷淡。
上坂昭彥（配音：南武哲好）
茅羽耶的父親。和妻子一起在塔弦島上生活著。生日為8月12日。
羽柴昌平（配音：廣末涼）
咖啡店的主人，昭彥的老朋友。
京極史緒（配音：川島梨乃）
沙沙羅的母親，塔弦神社的巫女。經常穿著和服。身體非常虛弱。

## 主題曲
片頭曲：（思念的彼岸）
作詞：霜月遙，作曲：Famishin & Saki，編曲：森守（Angel Note），歌唱：霜月遙
片尾曲：（Refrain）
作詞：kala（Angel Note），作曲：Famishin，編曲：伊福部武史（Angel Note），歌唱：榊原由依

## 相關商品
- （原聲帶CD）
- （解說書）

2008年8月22日發售。

## 評價
《夏空彼方》在日本美少女游戏与动画相关商品销售网站Getchu.com的2008年上半年销量榜上排名第十二名。

## 外部連結
- 遊戲官方網站 （页面存档备份，存于） （日語）
- YouTube動畫（柚子軟件上傳的）
  - 片頭動畫 （页面存档备份，存于）
  - 茅羽耶介紹動畫
  - 沙沙羅介紹動畫
- 《夏空彼方》在視覺小說數據庫的頁面 （英文）